# Gregory Highway
De Gregory Highway is een weg in Queensland, Australië en verbindt de belangrijkste kolenmijngebieden van het midden van de deelstaat. De weg is genoemd naar Augustus Charles Gregory, een ontdekkingsreiziger uit de 19e eeuw.
De weg gaat vanaf Georgetown nabij de Gulf Developmental Road zuidwaarts via Lynd Junction ("The Lynd") en Charters Towers naar Rolleston, bijna 1000 kilometer verderop.
Ten noorden van Clermont heet de weg Gregory Developmental Road of de Great Inland Road. Dit stuk weg bestaat uit slechts één geasfalteerde rijbaan, ligt erg afgelegen en wordt hoofdzakelijk door road trains gebruikt.